# 汉堡天文馆

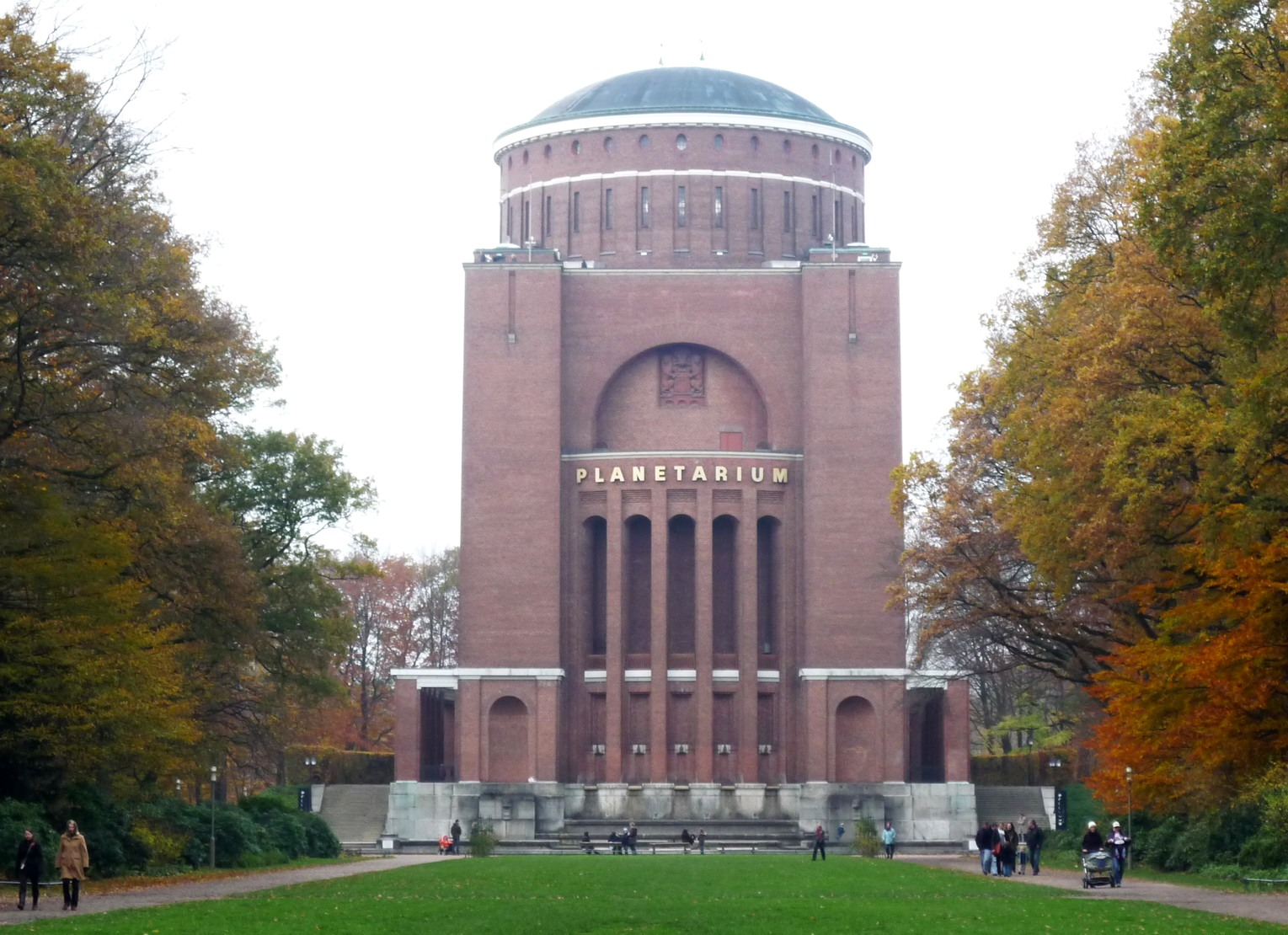

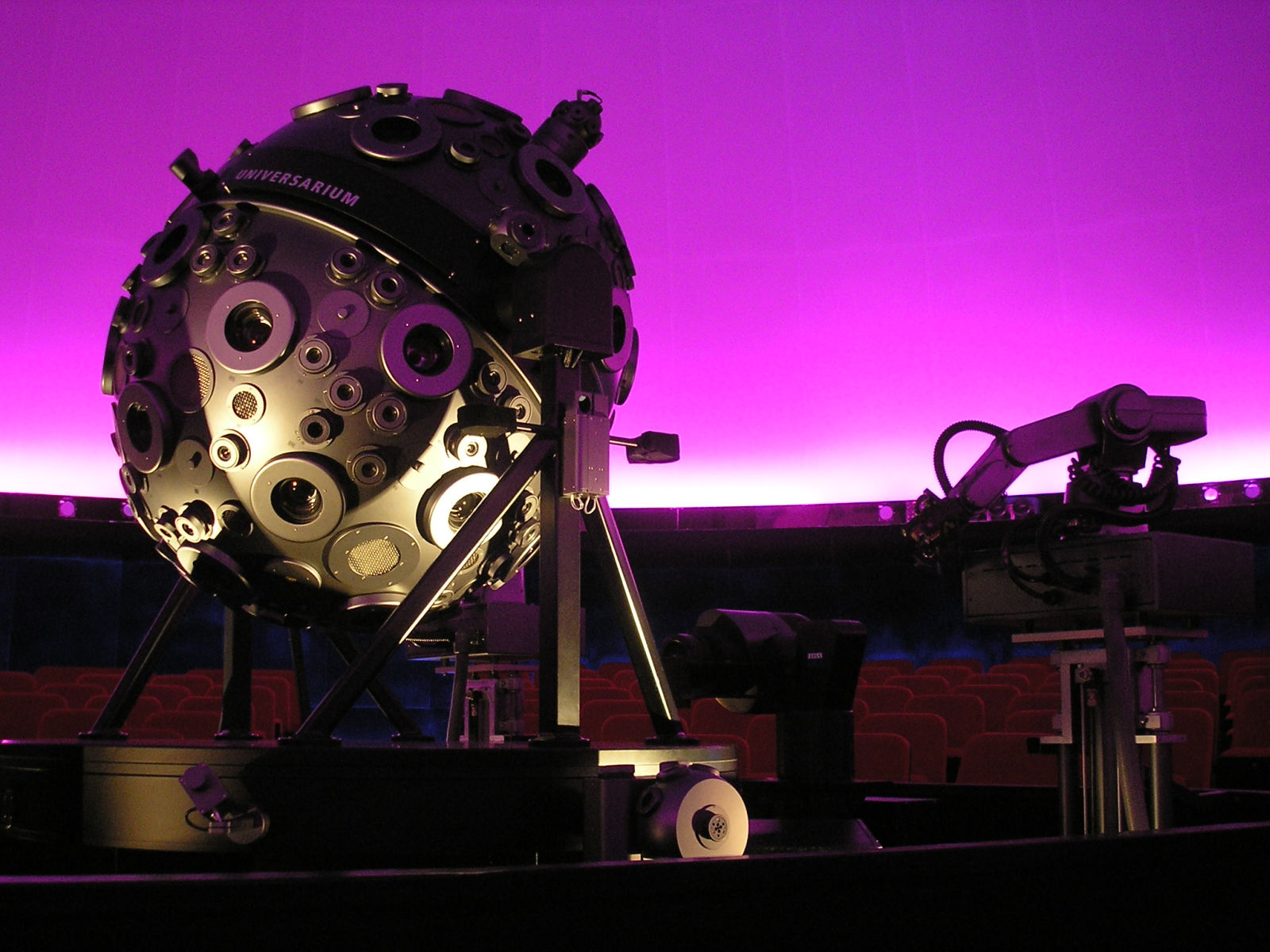

汉堡天文馆（Hamburg Planetarium）是世界上最古老的一个，也是欧洲访问量最大的天文馆之一。它位于德国汉堡Winterhude区汉堡市立公园中心的原水塔内。

## 历史
1930年4月30日，汉堡天文馆向公众开放。它坐落在一个装饰艺术水塔内，由奥斯卡·门泽尔设计，建于1912-1915年，作为水塔使用到1924年，随后转换为天文馆。天文馆的核心是蔡司公司制造的投影机。